# 莱兹 (上加龙省)
莱兹（法語：Lez，法語發音：[lɛz]）是法国上加龙省的一个旧市镇，属于圣戈当区。2019年，莱兹与市镇圣贝阿合并为新市镇圣贝阿-莱兹。

## 地理
莱兹（42°54'33"N, 0°42'3"E）面积2.6 平方千米，位于法国奧克西塔尼大區上加龙省，该省份为法国西南部内陆省份，西南端与西班牙接壤，自此顺时针与上比利牛斯省、热尔省、塔恩-加龙省、塔恩省、奥德省和阿列日省接壤。
与莱兹接壤的市镇（或旧市镇、城区）包括：布茨、阿尔居德苏、圣贝阿。
莱兹的时区为UTC+01:00、UTC+02:00（夏令时）。

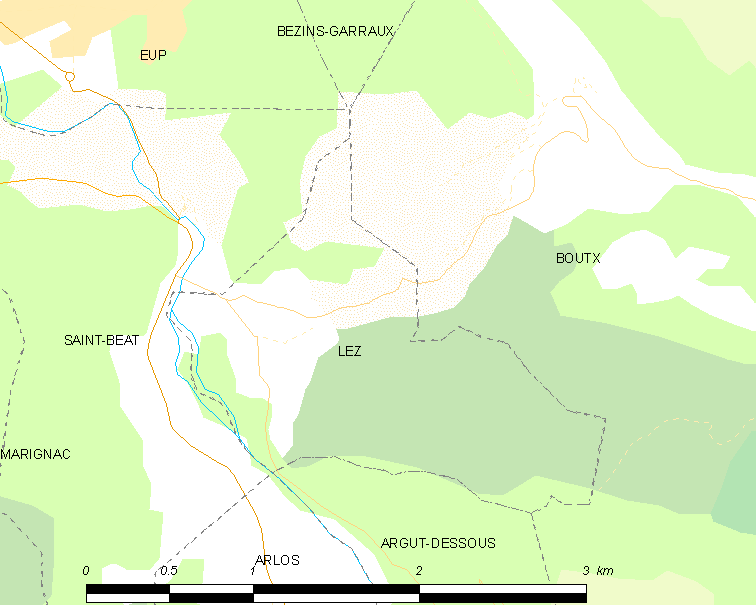
莱兹的OSM定位图

## 行政
莱兹的邮政编码为31440，INSEE市镇编码为31298。

## 政治
莱兹所属的省级选区为巴涅尔德吕雄县。

## 人口

1962-2008年间莱兹人口变化图示

莱兹于2018年1月1日时的人口数量为59人。